# رامیگالا
رامیگالا (به لاتین: Ramygala) در لیتوانی با جمعیت ۱٬۶۷۸ نفر است که در اوکشتایتیا واقع شده‌است.